# Mukhtar Robow
Mukhtar Robow (en somali : Mukhtaar Roobow ; en arabe : مختار روبو), né le 10 octobre 1969 à Hudur, dans la région de Bakool en Somalie, également connu sous le nom d'Abou Mansour, est un ancien chef adjoint et ancien porte-parole du groupe islamiste somalien al-Chabab, devenu homme politique. 
Au cours des années 2010, il se sépare peu à peu d'Al-Shabab puis quitte définitivement le groupe en raison de désaccords idéologiques, après des années passées à se cacher dans sa ville natale. En 2022, Robow est nommé ministre des Affaires religieuses du gouvernement somalien,.

## Biographie

### Jeunesse et études
Robow naît le 10 octobre 1969 à Hudur, dans la région de Bakool au sud de la Somalie. Il est membre des Rahanweyn et plus précisément du clan Leysan, bien représenté dans l'État du sud-ouest de la Somalie. Il étudie dans une école coranique locale, puis poursuit son éducation religieuse dans les mosquées de Mogadiscio ainsi que dans celles de sa région d'origine. Robow étudie également le droit islamique dans les années 1990 à l'université de Khartoum au Soudan.

### Parcours chez Al-Shabab

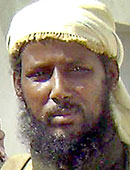
Photographie de Mukhtar Robow à une date inconnue, émanant du Département d'État des États-Unis.

Il est formé au djihad en Afghanistan, aux côtés de membres d'Al-Qaïda, et est présent dans le pays lors des attentats du World Trade Center. Après avoir fondé les mouvements shebab, il en devient le porte-parole et l'un des leaders spirituels et militaires.
Robow et d'autres membres influents d'Al-Shabab défient le leadership d'Ahmed Abdi Godane (Moktar Ali Zubeyr) à Brava en juin 2013. Godane tue deux des principaux membres et Robow s'enfuit dans son district natal,. Les forces de Godane lancent une offensive contre les partisans de Robow, d'après une enquête d'août 2013.
Le 23 juin 2017, le Bureau du contrôle des avoirs étrangers (OFAC) du département du Trésor des États-Unis le retire de sa liste « Rewards for Justice » à la suite de discussions avec le gouvernement somalien après qu'une prime de cinq millions de dollars américains a été offerte pour toute information menant à sa capture le 7 juin 2012,.

### Défection
Le 13 août 2017, il se rend aux autorités gouvernementales somaliennes. Lors d'une conférence de presse tenue à Mogadiscio peu après, il dénonce al-Chabab et appelle ses membres à quitter le groupe.

### Candidature à la présidence régionale
Un an plus tard, l'ancien leader des shebabs annonce officiellement sa candidature aux élections régionales initialement prévues pour le 17 novembre, puis reportées au 19 décembre. Mukhtar Robow, également connu sous le nom d'Abou Mansour, fait cette annonce à des centaines de ses partisans lors d'un rassemblement de bienvenue dans la ville de Baidoa, dans le sud-ouest du pays.
Cet enthousiasme n'est pas partagé par le gouvernement fédéral somalien à Mogadiscio, soutenu par la communauté internationale. Dans une vive réprimande, le ministère somalien de la sécurité intérieure publie une déclaration selon laquelle Mukhtar Robow n'est pas éligible pour se présenter aux élections régionales. Le problème est que la Somalie n'a pas de Constitution formelle et, légalement, les pouvoirs du gouvernement fédéral et des États ne sont pas suffisamment détaillés. La capacité des autorités fédérales d'imposer une interdiction à un candidat régional à la présidentielle n'est donc pas claire. al-Chabab dénonce les ambitions politiques du transfuge le plus en vue du groupe. Ironiquement, les autorités fédérales et al-Chabab se retrouvent du même côté de la controverse sur la candidature de Robow,.
Inquiet de la popularité de Robow, le gouvernement fédéral envoie un haut fonctionnaire pour tenter de le persuader de se retirer[réf. nécessaire].
La commission électorale, rejetant les demandes de Mogadiscio, décerne un certificat d'éligibilité à Mukhtar Robow.
Mukhtar Robow est officiellement autorisé par la Commission électorale de l'État du Sud-Ouest à se présenter aux élections de décembre malgré les premières protestations du gouvernement fédéral cherchant à l'en empêcher. La Coalition pour le changement, qui apporte son soutien à Mukhtar Robow, publie un communiqué après le report des élections. Le groupe déclare qu'il craint que le gouvernement envisage de truquer les élections car la nouvelle date n'est pas favorable aux observateurs internationaux, car la plupart d'entre eux auront alors quitté la Somalie pour les festivités de fin d'année.
Environ 150 membres des forces d'élite somaliennes, armés de mitrailleuses DShK, sont déployés à Baidoa pour empêcher physiquement Robow d'accéder au lieu des élections.
Le 7 novembre 2018, la Mission des Nations unies en Somalie (UNSOM) avertit que l'élection présidentielle dans l'État du sud-ouest de la Somalie pourrait mener à une montée de la violence. Elle appelle toutes les parties à veiller à ce que le processus électoral se déroule conformément aux règles établies et à éviter tout comportement susceptible d'entraîner un conflit ou de porter atteinte à l'intégrité du processus électoral.

### Arrestation
Le 13 décembre 2018, Mukhtar Robow est arrêté par des soldats de la paix de l'Union africaine en provenance d'Éthiopie et transporté par avion à Mogadiscio sous haute sécurité. Au moins 11 personnes sont tuées à Baidoa dans des violences qui éclatent après l'arrestation de Robow. Parmi les personnes tuées figure un membre du parlement régional. Les victimes sont notamment abattues par les forces éthiopiennes de l'AMISOM et les forces spéciales somaliennes venues de Mogadiscio.
Les législateurs somaliens écrivent une lettre de protestation à la Commission de l'Union Africaine à Addis-Abeba, au gouvernement éthiopien et à l'ONU pour se plaindre de la conduite de l'AMISOM[réf. nécessaire].
L'arrestation de Robow provoque également la démission du ministre somalien des Travaux publics Abdifatah Mohamed Gesey, originaire de Baidoa et du même sous-clan Leysan que Robow, en signe de protestation.
Le Représentant spécial du Secrétaire général des Nations unies pour la Somalie, Nicholas Haysom, écrit au gouvernement somalien le 30 décembre 2018, demandant des détails sur la base juridique de l'arrestation de Robow, ainsi que des enquêtes sur la mort de manifestants à la suite de sa détention. Les forces de sécurité somaliennes ont en effet utilisé la force létale pour réprimer trois jours de manifestations dans la ville de Baidoa, dans le sud-ouest, du 13 au 15 décembre, tuant au moins 15 personnes et en arrêtant 300, selon l'ONU. Le 1er janvier 2019, trois personnes sont blessées, dont deux membres du personnel de l'ONU, lorsque des tirs de barrage sont effectués avec des mortiers sur la base principale de l'ONU à Mogadiscio.
Le gouvernement somalien ordonne à l'envoyé de l'ONU de quitter le pays, l'accusant d'« interférer délibérément avec la souveraineté du pays ». L'ordre intervient quelques jours après que le responsable, Nicholas Haysom, a fait part de ses inquiétudes quant à l'action des services de sécurité somaliens soutenus par l'ONU lors des récents épisodes violents qui ont fait plusieurs morts. Le Conseil de sécurité de l'ONU exprime ses regrets face à la décision de la Somalie d'expulser un émissaire de l'ONU qui a remis en cause l'arrestation d'un transfuge d'un groupe extrémiste devenu candidat politique,.
En décembre 2021, le ministre somalien de l'intérieur, Abdullahi Nor, demande à l'Agence nationale de sécurité du renseignement du pays de remettre un rapport sur l'arrestation et la détention ultérieure de Robow.

### Ministre des affaires religieuses

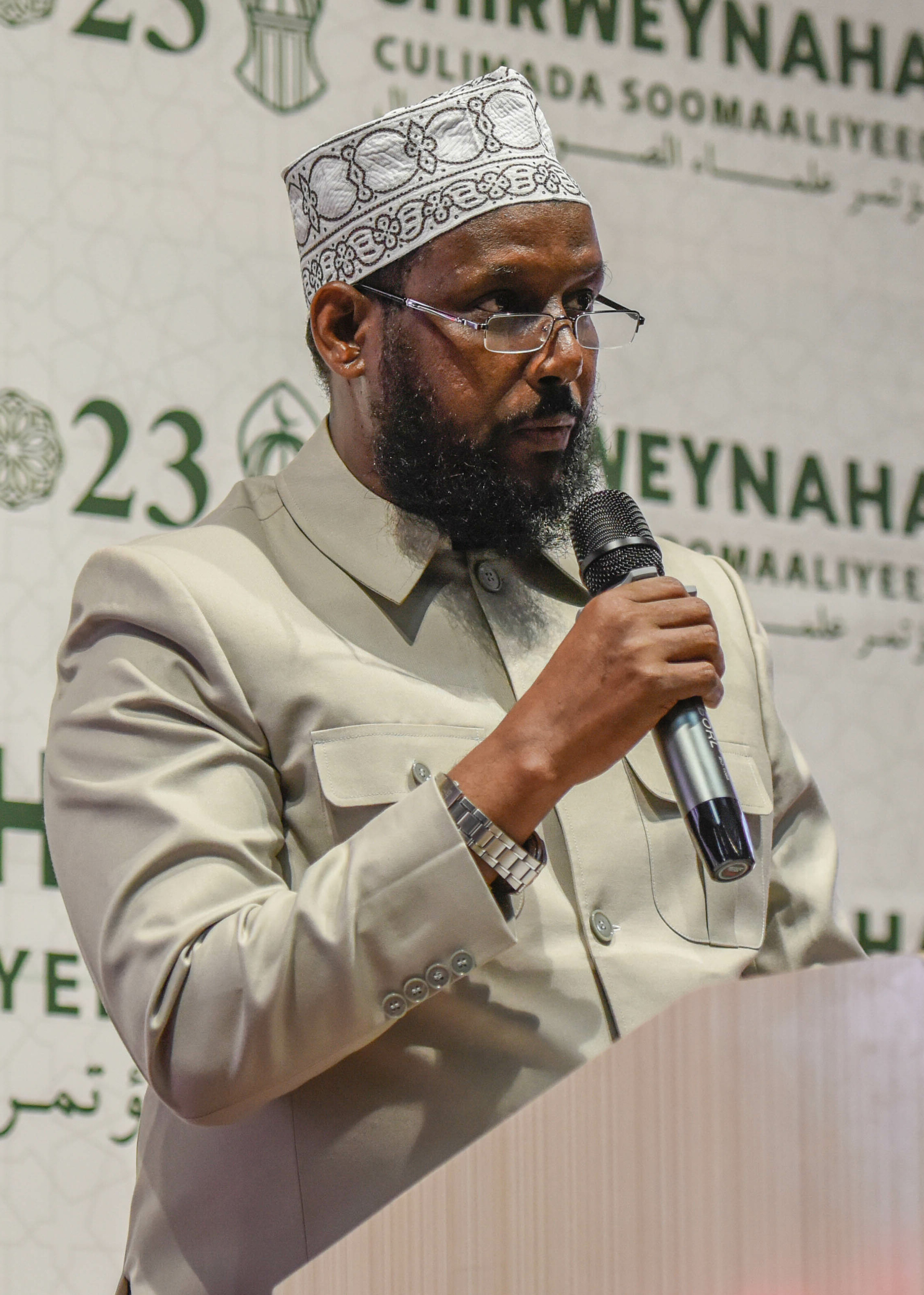
Mukhtar Robow à Mogadiscio en 2023.

En août 2022, Robow est nommé ministre des Affaires religieuses dans le gouvernement du président Hassan Sheikh Mohamoud. Au cours d'un entretien avec le quotidien britannique The Guardian en décembre 2022, il assure s'être coupé du mouvement, en partie parce que celui-ci a fait tuer son beau-frère, mais aussi parce qu'il a soutenu son opposant lors des élections régionales et de son arrestation.